# هنریتا ادواردس
هنریتا مویر ادواردس (انگلیسی: Henrietta Muir Edwards; ۱۸ دسامبر ۱۸۴۹ – ۱۰ نوامبر ۱۹۳۱) یک فعال حقوق زنان و اصلاح طلب اهل کانادا است.
هنریتا ادواردس همراه با امیلی مورفی، نلی مک‌کلانگ با لوئیز مک‌کینی و ایرنه پارلبای، یکی از «پنج نامدار» است که برای به رسمیت شناخته شدن زنان به عنوان «افراد» تحت حمایت قانون و برای حق رای زنان در انتخابات مبارزه کرد.
او با نام هنریتا لوئیس مویر در مونترال در یک خانواده متوسط با ارزش‌های فرهنگ و مذهبی به دنیا آمد. ادواردس در بسیاری از سازمان‌های مذهبی فعال کرد که در آن‌ها سنت‌های قدیمی محرومیت زنان قابل قبول بود.